# Szpital w Białej
Szpital im. św. Elżbiety w Białej – szpital w Białej położony przy ulicy Moniuszki 8.
Właścicielem szpitala jest Zespół Opieki Zdrowotnej w Białej.

## Historia

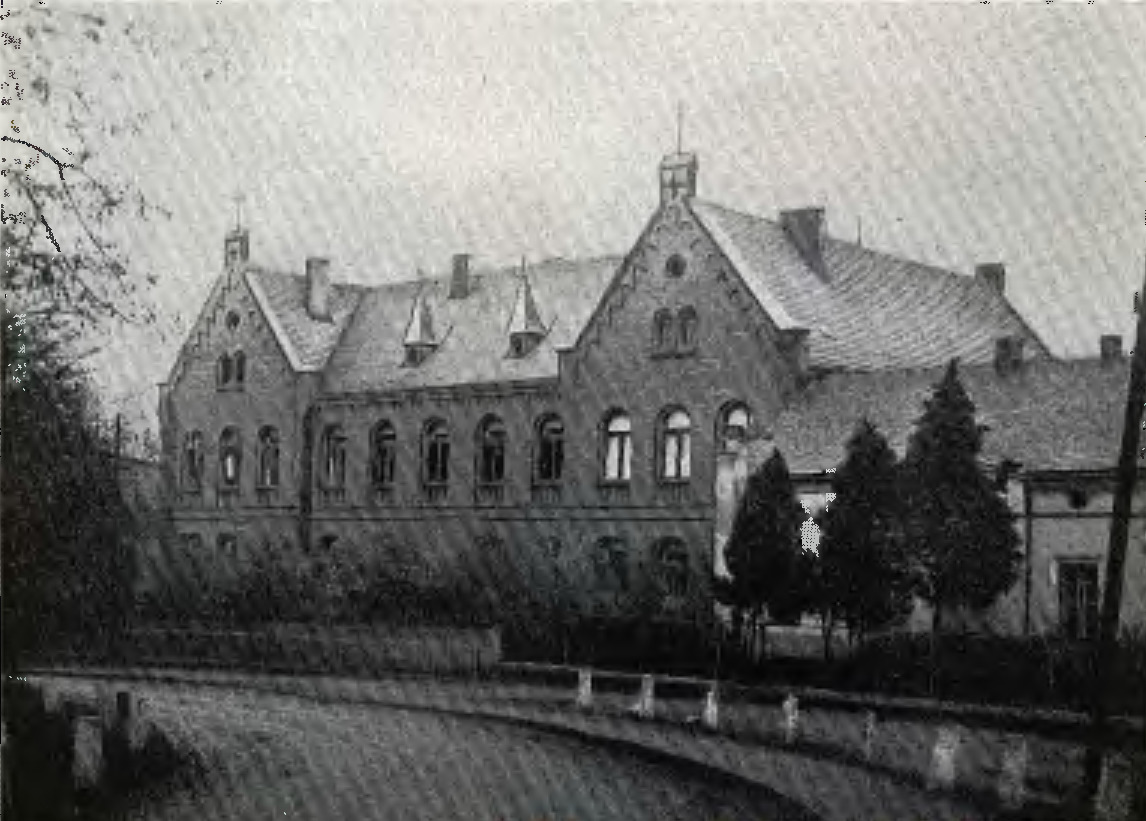
Szpital w 1925

Budowa szpitala rozpoczęła się w 1895. Grunt pod jego budowę został ofiarowany przez proboszcza parafii Wniebowzięcia Najświętszej Maryi Panny w Białej ks. Bartelmusa. Burmistrz A. Badura zobowiązał mieszkańców do bezpłatnego zwożenia materiałów budowlanych, a rzemieślników do nieodpłatnej pomocy przy jego budowie. Budynek został zaprojektowany przez architekta Dohna. Koszty budowy były planowane na 45 500 marek, jednak wyniosły one 116 236 marek. Koszty pokrył fundusz powiatu prudnickiego, a starosta Stefan von Sydow zastrzegł nazwę – Szpital Powiatowy.
Uroczyste otwarcie szpitala odbyło się w sierpniu 1896. Jego pierwszym dyrektorem został dr Reichel.
Do 1953 budynek pełnił funkcję szpitala powiatowego. W latach 1953–1972 był samodzielnym Szpitalem Rejonowym. Od 1972 do 1992 wchodził w skład Zespołu Opieki Zdrowotnej w Prudniku. Następnie od 1992 do 1998 podlegał Urzędowi Miasta i Gminy Białej. Od 1 stycznia 1999 jest Samodzielnym Publicznym Zakładem należącym do Starostwa Powiatowego w Prudniku.
W 2000 placówka otrzymała certyfikat jakości Centrum Monitorowania Jakości w Ochronie Zdrowia, a od 2005 roku także certyfikaty jakości ISO 14001 i ISO 9001:2000 firmy Det Norske Veritas.

## Oddziały
- Oddział chorób wewnętrznych (30 łóżek)[5]
- Oddział kardiologiczny[5]

## Pracownie
- Pracownia rentgenodiagnostyki ogólnej[6]
- Pracownia USG[6]
- Pracownia endoskopii[6]
- Pracownia diagnostyki laboratoryjnej (laboratorium)[6]
- Inne pracownie diagnostyczne lub zabiegowe[6]

## Poradnie specjalistyczne
- Poradnia chorób wewnętrznych[6]